# Megachile taiwanicola
Megachile taiwanicola là một loài Hymenoptera trong họ Megachilidae. Loài này được Yasumatsu & Hirashima mô tả khoa học năm 1965.